# ورقة عباد الشمس

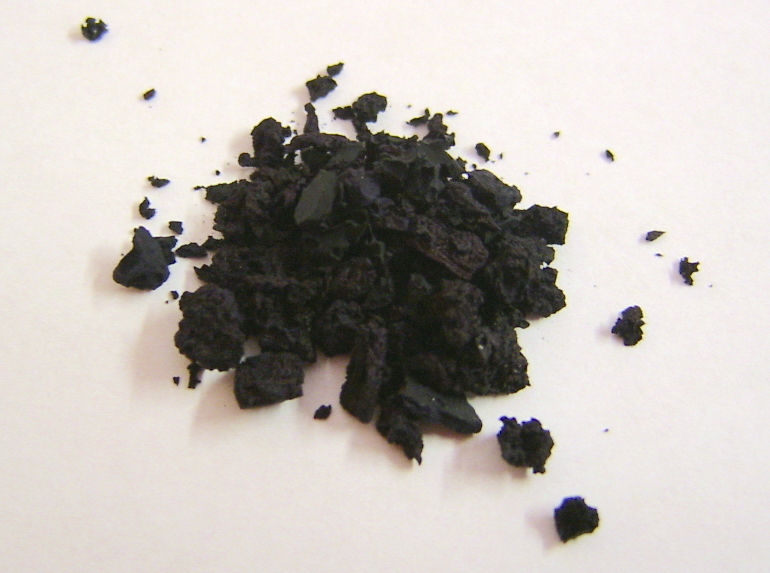

ورقة عباد الشمس (بالإنجليزية: Litmus paper)‏ هي خليط قابل للذوبان في الماء من صبغات مختلفة تستخلص من الشيبيات. هذا الخليط له رقم التسجيل CAS 1393-92-6. في العادة يتم امتصاصها بواسطة ورقة ترشيح تستخدم فيما بعد كمؤشر أس هيدروجيني لقياس درجة الحموضة في المواد.
يتحول لون ورقة عباد الشمس الزرقاء للأحمر عن تعريضها لحمض كما يصبح لون ورقة عباد الشمس الحمراء للأزرق عن تعريضها لمادة قلوية أو قاعدية.
استعملت لأول مرة عام 1300 بعد الميلاد من قبل الكيميائي الأسباني ارنولدس دو فيلا نوفا Arnaldus de Villa Nova.